# Fox River
Fox River is een plaats (census-designated place) in de Amerikaanse staat Alaska, en valt bestuurlijk gezien onder Kenai Peninsula Borough.

## Demografie
Bij de volkstelling in 2000 werd het aantal inwoners vastgesteld op 616.

## Geografie
Volgens het United States Census Bureau beslaat de plaats een oppervlakte van
335,3 km², waarvan 327,9 km² land en 7,4 km² water.

## Plaatsen in de nabije omgeving
De onderstaande figuur toont nabijgelegen plaatsen in een straal van 40 km rond Fox River.